# Sutamarchán
Sutamarchán est une municipalité située dans le département de Boyacá, en Colombie.
Depuis le 15 juin 2004, Sutamarchán célèbre la Tomatina chaque année.